# Lista dos deputados provinciais da 8.ª legislatura de Santa Catarina
Lista dos deputados provinciais de Santa Catarina - 8ª legislatura (1850 — 1851).
| Nº | Deputado                              |
| -- | ------------------------------------- |
| 1  | José Pereira Sarmento                 |
| 2  | Francisco Honorato Cidade             |
| 3  | Manuel José de Oliveira               |
| 4  | José da Silva Ramos                   |
| 5  | Francisco de Paula Lacé               |
| 6  | Manuel Pinto Portela                  |
| 7  | José Joaquim Lopes                    |
| 8  | João Pinto da Luz                     |
| 9  | José Antônio Guerra                   |
| 10 | Manuel Luís do Livramento             |
| 11 | José Maria Pinto                      |
| 12 | José Maria da Luz                     |
| 13 | Manuel Marques Guimarães              |
| 14 | Joaquim Gomes de Oliveira e Paiva     |
| 15 | Eleutério José Velho Bezerra          |
| 16 | Antônio Saturnino de Sousa e Oliveira |
| 17 | Agostinho Alves Ramos                 |
| 18 | Antônio Carlos de Carvalho            |
| 19 | Francisco de Oliveira Camacho Júnior  |
| 20 | Miguel Francisco Fernandes            |